# Cincinnati/Northern Kentucky International Airport
Cincinnati/Northern Kentucky International Airport (IATA: CVG, ICAO: KCVG, FAA LID: CVG) je mezinárodní letiště, které leží v oblasti Hebron v Kentucky v USA. Obsluhuje metropolitní oblast Cincinnati. Kód letiště CVG pochází od největšího města v okolí v době otevření – Covingtonu. Rozkládá se na ploše 28,3 km² a sídlí zde společnosti Amazon Air, Delta Private Jets, DHL Americas a Southern Air.
Z letiště v Cincinnati jsou také vypravovány nepřetržité lety do 62 destinací s vrcholem 179 letů za den. Pro Allegiant Air, Delta Air Lines a Frontier Airlines slouží letiště jako uzlové a mezi hlavní destinace patří Cancún, Cozumel, Freeport, Montego Bay, Paříž, Punta Cana, Reykjavík a Toronto.